# Campeonato Mundial de Ciclismo en Ruta de 1960
Los Campeonatos del mundo de ciclismo en ruta de 1960 se celebró en las localidades de la República Democrática de Alemania de Sachsenring en las carreras de la categoría masculina y Leipzig en la prueba femenina el 14 de agosto de 1960. 

## Resultados
| Evento                     | Oro                                             | Oro            | Plata                                            | Plata    | Bronce                                            | Bronce   |
| -------------------------- | ----------------------------------------------- | -------------- | ------------------------------------------------ | -------- | ------------------------------------------------- | -------- |
| Pruebas masculinas         |                                                 |                |                                                  |          |                                                   |          |
| Hombres - carrera en línea | Rik Van Looy · Bélgica                          | 7 h 47 min 27s | André Darrigade Francia                          | m.t.     | Pino Cerami · Bélgica                             | m.t.     |
| Amateur - carrera en línea | Bernhard Eckstein República Democrática Alemana | 4h 43' 31"     | Gustav-Adolf Schur República Democrática Alemana | + 17"    | Willy Vanden Berghen · Bélgica                    | + 17"    |
| Pruebas femeninas          |                                                 |                |                                                  |          |                                                   |          |
| Mujeres - carrera en línea | Beryl Burton Reino Unido                        | 1h 54' 39"     | Rosa Sels · Bélgica                              | + 3' 39" | Elisabeth Kleinhaus República Democrática Alemana | + 3' 39" |